# Niğde (tartomány)
Niğde tartomány Törökország központi részén, Közép-Anatólia déli részén helyezkedik el. Szomszédos tartományok:  Adana, Aksaray, Kayseri, Konya, Mersin, Nevşehir

## Közigazgatás
Hat körzetre (ilcse) oszlik: Altunhisar, Bor, Çamardı, Çiftlik, Niğde, Ulukışla.

## Etimológia
Az ókorban a Hettita Birodalom bukása idején (újhettita királyságok kora) ismert volt Nahitijasz, később Nakita vagy Nahita néven, ez később módosult Nekidâ, Nekide és Nikde alakra, majd ebből lett a mai neve: Niğde. A Niğde sztélé töredékén Varpalavasz és Szaruvanisz királyok nevei olvashatók.

## Történelem
Már az újkőkorszak időszakában is lakott volt a terület (Kr. e. 8500-8000), Bor körzetében földmunkálatok közepette találtak temetkezési célokat szolgáló halmokat (törökül höyük), illetve Çamardı-Keste közelében tártak fel ónbányakat. Ezt követően kb. Kr. e. 1800-800 között a hettiták uralkodtak ezen a tájon. A római uralom idején Bizánc keleti fővárosa volt, majd a szeldzsuk törökök foglalták el 1166-ban. A korai 13. században Niğde Anatólia legnagyobb városa volt és ehhez köthető a mecsetek építésének nagy korszaka. 1471-ben lett a Török Birodalom része, 1920 óta pedig Törökországé.

## Földrajz
A tartomány északnyugati részébe belenyúlik a Tuz-tó (Sós tó) medencéje. A felszínt enyhe átmenetek jellemzik, de néhol előfordulnak 3000 m-nél is magasabb vulkanikus hegyek.

## Látnivalók
- İhlara völgye: Selime és Helvadere falvak között húzódik a Melindiz-patak 50–80 m mélységű, néhol 100–200 m széles medre, amelyet két oldalról majd' függőleges sziklafalak határolnak: itt számoltak össze 4535 (!) barlangot. Ugyanitt a bizánci korból származó keresztény templomok sora található: Sümbüllü Kilise (Jácintos templom), Ağaçaltı Kilise (Fa alatti templom vagy Dániel templom), Pürenli Sekit (Teraszos templom), Yilanli Kilise (Kígyós templom).

## Külső hivatkozások
- Niğde tartomány honlapja

Koordináták: é. sz. 37° 54′ 57″, k. h. 34° 41′ 37″37.915833°N 34.693611°E